# Le Livre bleu
Le Livre bleu est une comédie en 1 acte d'Eugène Labiche, représentée pour la 1re fois à Paris au Théâtre du Palais-Royal le 15 juillet 1871.
- Collaborateur Ernest Blum.
- Editions Dentu.

## Distribution
| Acteurs et actrices ayant créé les rôles |                   |
| Personnage                               | Acteur ou actrice |
| Beaufrisard                              | Geoffroy          |
| Théobald, son neveu                      | M. Priston        |
| Ducerceau, tailleur pour dames           | M. Bucaille       |
| Clotilde, femme de Beaufrisard           | Mme Valérie       |
| Francisquine, femme de chambre           | Mme Z. Reynold    |
| Un domestique                            | M. Rhéal          |